# Helga Beyersdörfer
Helga Beyersdörfer (* 9. Mai 1950 in Erlensee, Hessen) ist eine deutsche Germanistin, Schriftstellerin und Krimiautorin.

## Leben
Nach dem Abitur absolvierte sie ein Germanistik-Studium in Frankfurt am Main und danach eine Ausbildung zur Journalistin. Zunächst war sie als freie Autorin u. a. für das Zeitmagazin, dann als Redakteurin bei der Frankfurter Rundschau, dem Stern und Sat.1 tätig.
Sie ist Mitglied der Autorengruppe deutschsprachiger Kriminalliteratur Das Syndikat, sowie der Hamburger Autorenvereinigung. Sie lebt in Hamburg.

## Werke
- Mitten im Wort – Margot Thalers erster Fall. Rowohlt, Reinbek bei Hamburg 1998, ISBN 3-499-26061-1.
- Die Hellseherin – Margot Thalers zweiter Fall. 2016, ISBN 978-3-95824-331-6.
- Asams Pfeil – Margot Thalers dritter Fall. Rowohlt, Reinbek bei Hamburg 1999, ISBN 3-499-26157-X.
- Die Nachmittagskinder. Knaur, München 2014, ISBN 978-3-426-51459-7.